# Селевк (астроном)
Селевк (астроном) (ок. 190 до н. э. — после 150 до н. э.) — античный (эллинистический месопотамский) философ и астроном. Видимо, родился в городе Селевкия на реке Тигр (Вавилония), столице империи Селевкидов. Альтернативная точка зрения считает его родным городом Селевкию на Красном (Эритрейском) море, поскольку доксограф Аэтий, следуя Стобею, называет его Σελευκοζ ο Ερυθραιοζ.

## Достижения
Известен как сторонник гелиоцентрической системы мира, предложенной Аристархом Самосским. По свидетельству Плутарха, если Аристарх предложил гелиоцентрическую систему как математическую гипотезу, то Селевк дал её обоснование. Однако Плутарх не уточняет как именно Селевк её доказывал. По мнению Бартеля Леендерта Ван дер Вардена, на основе гелиоцентрической системы и с помощью зарождающейся геометрии Селевк построил астрономические таблицы, позволявшие предсказывать движение планет по небосводу.
К сфере научных интересов Селевка относились также приливы, занимался наблюдением приливов. Согласно Страбону, исходя из связи приливов с фазами Луны, он сделал вывод, что приливы вызываются действием Луны, а их высота зависит от положения Луны относительно Солнца. Селевк полагал, что обращение Луны тормозит вращение Земли, вследствие чего воздух между этими двумя телами отклоняется и падает в океан, возбуждая там приливные волны. По мнению итальянского математика и историка науки Лючио Руссо, представленные Селевком «доказательства» движения Земли были основаны именно на приливах.
Согласно Стобею (Eclogae physicae), Селевк считал Вселенную бесконечной — в отличие от большинства мыслителей своего времени, полагавших, что Вселенная представляет собой ограниченный Космос, погруженный в бесконечное пространство. Это мнение Селевка представляет собой развитие гелиоцентрических взглядов Аристарха: если суточное вращение небосвода объясняется суточным вращением Земли вокруг своей оси, то нет необходимости считать звёзды находящимися на одной сфере.

## Сведения
О Селевке писали древнегреческие авторы Плутарх и Аэтий, а также средневековый персидский учёный Абу Бакр Мухаммад ар-Рази. Последний ссылается на единственный сохранившийся до наших дней фрагмент трудов Селевка (в арабском переводе).
В главе XVI своей «Географии» Страбон упоминает четырёх великих «халдейских» астрономов — это Киден (Кидинну из астрономических глиняных табличек), Набуриан (Набу-Риманну), Судин и Селевк, уточняя: «Селевк из Селевкии тоже был халдеем».

## Память
В 1935 г. Международный астрономический союз присвоил имя Селевка кратеру на видимой стороне Луны.